# Gemelas (película de 2002)
Gemelas (título original: De tweeling) es una película neerlandesa dirigida por Ben Sombogaart, estrenada en 2002. El film fue nominado al Óscar a la mejor película de habla no inglesa. 

## Argumento
Basada en una novela de 1993, la película explica la historia de Anna y Lotte, dos gemelas separadas durante su infancia en los años 20 después de la muerte de sus padres. Lotte crecerá con una tía en Holanda, llevando una vida acomodada, mientras que la otra lo hará en duras circunstancias en una granja alemana propiedad de su tío. Se encontraran al principio de la Segunda Guerra Mundial, pero pronto se separan. La guerra deja un rencor entre las dos hermanas, porque Lotte se compromete con un niño judío, que después es deportado a Auschwitz, mientras que Anna sale con un joven oficial de las SS, muerto por una granada. Anna y Lotte se reunirán de nuevo el la vellesa.

## Reparto
- Ellen Vogel: Lotte, de grande
- Gudrun Okras: Anna, de grande
- Thekla Reuten: Lotte, de joven
- Nadja Uhl: Anna, de joven
- Julia Koopmans: Lotte, de pequeña
- Sina Richardt: Anna, de pequeña;
- Betty Schuurman: Madre Rockanje
- Jaap Spijkers: Padre Rockanje